# Seleção Tunisiana de Voleibol Masculino
A seleção tunisiana de voleibol masculino é uma equipe africana composta pelos melhores jogadores de voleibol da Tunísia. A equipe é mantida pela Federação Tunisiana de Voleibol. Encontra-se na 18ª posição do ranking mundial da FIVB segundo dados de 14 de setembro de 2023.
Venceu o Campeonato Africano em onze oportunidades. Pode se considerar a melhor equipe africana de todos os tempos; foi também a primeira equipe africana a avançar para a Rodada de 16 de um Campeonato Mundial, em 2006.

## Resultados obtidos nos principais campeonatos

### Jogos Olímpicos
| Ano  | Sede        | Classificação |
| ---- | ----------- | ------------- |
| 1972 | Munique     | 12º           |
| 1984 | Los Angeles | 9º            |
| 1988 | Seul        | 9º            |
| 1996 | Atlanta     | 11º           |
| 2004 | Atenas      | 11º           |
| 2012 | Londres     | 11º           |
| 2020 | Tóquio      | 11º           |

### Campeonato Mundial
| Ano  | Sede                | Classificação |
| ---- | ------------------- | ------------- |
| 1970 | Bulgária            | 22º           |
| 1974 | México              | 18º           |
| 1978 | Itália              | 22º           |
| 1982 | Argentina           | 21º           |
| 2002 | Argentina           | 19º           |
| 2006 | Japão               | 15º           |
| 2010 | Itália              | 19º           |
| 2014 | Polónia             | 21º           |
| 2018 | Bulgária / Itália   | 23º           |
| 2022 | Eslovênia / Polónia | 16º           |

### Copa do Mundo
| Ano  | Sede              | Classificação |
| ---- | ----------------- | ------------- |
| 1969 | Alemanha Oriental | 11º           |
| 1981 | Japão             | 8º            |
| 1991 | Japão             | 8º            |
| 1995 | Japão             | 12º           |
| 1999 | Japão             | 12º           |
| 2003 | Japão             | 11º           |
| 2007 | Japão             | 12º           |
| 2015 | Japão             | 12º           |
| 2019 | Japão             | 12º           |

### Copa dos Campeões
A seleção tunisiana nunca participou da Copa dos Campeões.

### Liga das Nações
A seleção tunisiana nunca participou da Liga das Nações.

### Challenger Cup
| Ano  | Sede | Classificação |
| ---- | ---- | ------------- |
| 2022 | Seul | 6º            |
| 2023 | Doha | 8º            |

### Liga Mundial
| Ano  | Sede           | Classificação |
| ---- | -------------- | ------------- |
| 2014 | Florença       | 27º           |
| 2015 | Rio de Janeiro | 30º           |
| 2016 | Cracóvia       | 33º           |
| 2017 | Curitiba       | 30º           |

### Campeonato Africano
| Ano  | Sede        | Classificação |
| ---- | ----------- | ------------- |
| 1967 | Tunes       | 1º            |
| 1971 | Cairo       | 1º            |
| 1976 | Tunes       | 2º            |
| 1979 | Trípoli     | 1º            |
| 1983 | Porto Saíde | 2º            |
| 1987 | Tunes       | 1º            |
| 1991 | Cairo       | 3º            |
| 1993 | Argel       | 2º            |
| 1995 | Tunes       | 1º            |
| 1997 | Lagos       | 1º            |
| 1999 | Cairo       | 1º            |
| 2003 | Cairo       | 1º            |
| 2005 | Cairo       | 2º            |
| 2007 | Durban      | 2º            |
| 2009 | Tetuão      | 5º            |
| 2011 | Tânger      | 3º            |
| 2013 | Susa        | 2º            |
| 2015 | Cairo       | 2º            |
| 2017 | Cairo       | 1º            |
| 2019 | Tunes       | 1º            |
| 2021 | Quigali     | 1º            |
| 2023 | Cairo       | 5º            |

### Jogos Pan-Africanos
| Ano  | Sede      | Classificação |
| ---- | --------- | ------------- |
| 1965 | Brazavile | 2º            |
| 1973 | Lagos     | 2º            |
| 1978 | Argel     | 1º            |
| 1991 | Cairo     | 3º            |
| 2007 | Argel     | 2º            |

### Jogos Pan-Arábicos
| Ano  | Sede    | Classificação |
| ---- | ------- | ------------- |
| 1957 | Beirute | 1º            |
| 1985 | Rabat   | 1º            |
| 1999 | Amã     | 1º            |
| 2004 | Argel   | 3º            |
| 2007 | Cairo   | 5º            |

### Jogos do Mediterrâneo
| Ano  | Sede      | Classificação |
| ---- | --------- | ------------- |
| 1971 | Esmirna   | 4º            |
| 1979 | Split     | 9º            |
| 1987 | Lataquia  | 5º            |
| 2001 | Túnis     | 2º            |
| 2005 | Almeria   | 4º            |
| 2009 | Pescara   | 4º            |
| 2013 | Mersin    | 2º            |
| 2018 | Tarragona | 6º            |
| 2022 | Orã       | 6º            |

## Medalhas
| Evento                | Ouro | Prata | Bronze | Total |
| --------------------- | ---- | ----- | ------ | ----- |
| Jogos Olímpicos       | 0    | 0     | 0      | 0     |
| Campeonato Mundial    | 0    | 0     | 0      | 0     |
| Copa do Mundo         | 0    | 0     | 0      | 0     |
| Copa dos Campeões     | 0    | 0     | 0      | 0     |
| Liga Mundial          | 0    | 0     | 0      | 0     |
| Liga das Nações       | 0    | 0     | 0      | 0     |
| Campeonato Africano   | 11   | 7     | 2      | 20    |
| Jogos Pan-Africanos   | 1    | 3     | 1      | 5     |
| Jogos Pan-Arábicos    | 3    | 0     | 1      | 2     |
| Jogos do Mediterrâneo | 0    | 2     | 0      | 2     |
| Total                 | 15   | 12    | 4      | 31    |

## Elenco atual
Atletas convocados para integrar a seleção tunisiana no Campeonato Mundial de 2022.
Técnico:  Antonio Giacobbe
| Camisa | Nome                          | Posição    | Altura (m) | Peso (kg) | Clube atual                 |
| ------ | ----------------------------- | ---------- | ---------- | --------- | --------------------------- |
| 2      | Ahmed Kadhi                   | central    | 1,99       | 99        | Espérance Sportive de Tunis |
| 3      | Khaled Ben Slimene            | levantador | 1,96       | 78        | —                           |
| 6      | Mohamed Ali Ben Othmen Miladi | ponteiro   | 1,90       | 73        | Espérance Sportive de Tunis |
| 7      | Elyes Karamosli               | ponteiro   | 1,98       | 83        | —                           |
| 8      | Yassine Abdelhedi             | ponteiro   | 2,06       | 84        | —                           |
| 9      | Omar Agrebi                   | central    | 2,05       | 82        | Club Sportif Sfaxien        |
| 10     | Hamza Nagga                   | oposto     | 1,91       | 84        | Espérance Sportive de Tunis |
| 12     | Rami Bennour                  | levantador | 1,86       | 79        | —                           |
| 13     | Selim Mbareki                 | central    | 2,00       | 79        | —                           |
| 16     | Mehdi Ben Tahar               | central    | 2,04       | 90        | —                           |
| 18     | Ali Bongui                    | oposto     | 2,01       | 95        | Club Sportif Sfaxien        |
| 19     | Aymen Bouguerra               | ponteiro   | 1,98       | 70        | Stade Poitevin Poitiers     |
| 20     | Saddem Hmissi                 | líbero     | 1,86       | 75        | —                           |
| 21     | Taieb Korbosli                | líbero     | 1,88       | 75        | —                           |